# 大廷博
大廷博是巴西圣卡塔琳娜州的一个市镇。总面积596.942平方公里，总人口7640人，人口密度12.8人/平方公里。